# Krzysztof Mączyński
Krzysztof Mączyński (Cracovia, 23 maggio 1987) è un ex calciatore polacco, di ruolo centrocampista.

## Carriera

### Club
Ha giocato nella massima serie del campionato polacco con Wisła Cracovia e Górnik Zabrze.

### Nazionale
Ha esordito in nazionale il 15 novembre 2013 nell'amichevole persa per 2-0 contro la Slovacchia.
Viene convocato per gli Europei 2016 in Francia.

## Palmarès

### Club

#### Competizioni nazionali
- Campionato polacco: 2

Wisła Cracovia: 2007-2008
Legia Varsavia: 2017-2018
- I liga: 1

ŁKS: 2010-2011
- Supercoppa di Cina: 1

Guizhou Renhe: 2014
- Coppa di Polonia: 1

Legia Varsavia: 2017-2018